# Єрванд I Сакавакяц
Єрванд I Сакавакяц (Короткожитель) (вірм. Երվանդ Ա Սակավակյաց) — ахеменідський сатрап у Вірменії (VI століття до н. е.), батько Тиграна Єрвандяна, союзника Кира Ахеменіда. Засновник династії ахеменідських сатрапів, пізніше царів у Вірменії.